# 매직아워

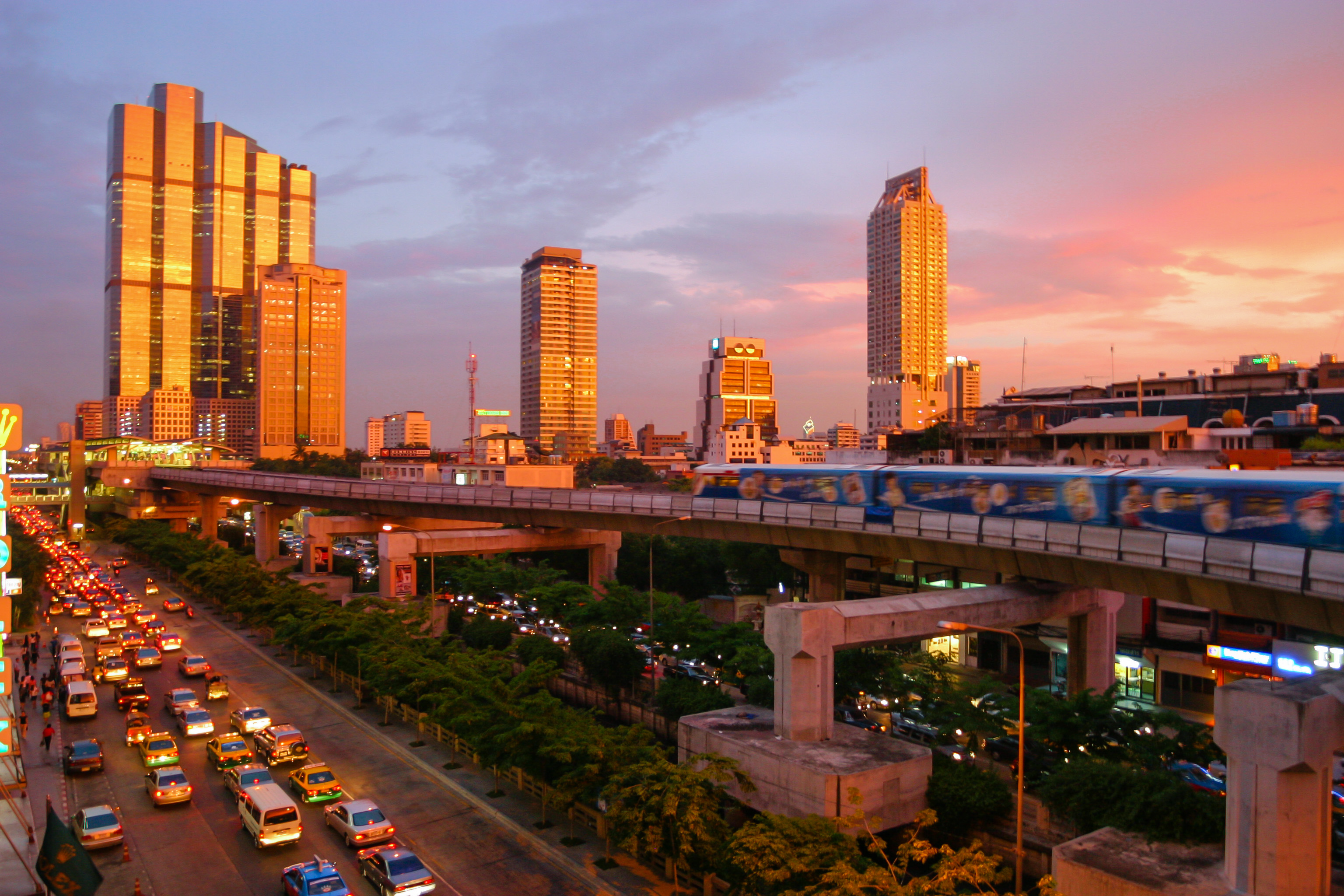
방콕

매직아워(magic hour)는 일출 또는 일몰 후 수십분 정도 체험할 수 있는 황혼 때 촬영을 하면 광원이 되는 태양이 사라지고 있기 때문에 그림자가 없는 상태여서, 색상이 부드럽고 따뜻하고 금색으로 빛나는 상태가 되는 시간을 의미한다. 골든아워(Golden Hour)라고도 한다.

## 같이 보기
- 블루아워